# Aleksej Rebko
Aleksej Vasiljevitsj Rebko (Russisch: Алексей Васильевич Ребко) (Moskou, 23 april 1986) is een Russisch voetballer die momenteel uitkomt voor FK Rostov. De middenvelder was bij zijn debuut voor Spartak Moskou op 16-jarige leeftijd in 2002 de jongste speler ooit uitkomend in de Premjer-Liga.

## Statistieken
| seizoen     | club           | land    | competitie   | wedstrijden | doelpunten |
| ----------- | -------------- | ------- | ------------ | ----------- | ---------- |
| 2002        | Spartak Moskou | Rusland | Premjer-Liga | 1           | 0          |
| 2003        | Spartak Moskou | Rusland | Premjer-Liga | 0           | 0          |
| 2004        | Spartak Moskou | Rusland | Premjer-Liga | 0           | 0          |
| 2005        | Spartak Moskou | Rusland | Premjer-Liga | 0           | 0          |
| 2006        | Spartak Moskou | Rusland | Premjer-Liga | 9           | 0          |
| 2007        | Spartak Moskou | Rusland | Premjer-Liga | 3           | 0          |
| 2008        | Roebin Kazan   | Rusland | Premjer-Liga | 3           | 0          |
| 2008        | FC Moskou      | Rusland | Premjer-Liga | 16          | 2          |
| 2009        | FC Moskou      | Rusland | Premjer-Liga | 27          | 5          |
| 2010        | Dinamo Moskou  | Rusland | Premjer-Liga | 19          | 0          |
| 2011        | FK Rostov      | Rusland | Premjer-Liga | 4           | 0          |
| Bijgewerkt: | 23-04-2011     |         | Totaal       | 82          | 7          |